# Christopher Tye
Christopher Tye (ur. ok. 1505, zm. ok. 1572) – angielski kompozytor okresu renesansu.

## Życiorys
Pochodził przypuszczalnie ze wschodniej Anglii, brak wiarygodnych informacji na jego temat przed 1536 rokiem. W tymże to roku uzyskał na University of Cambridge stopień bakałarza, zaś w 1545 roku doktora. W 1537 roku został zatrudniony w King’s College, a od 1543 roku prowadził chór przy katedrze w Ely.
W latach 1544–1550 uczył muzyki przyszłego króla Edwarda VI. W 1558 roku powrócił na poprzednią posadę w Ely. W 1561 roku, po uprzednim przyjęciu święceń kapłańskich, przejął na zasadzie prebendy administrowanie majątkiem kościelnym w Doddington, a później także w Little Wilbraham i Newton-in-the-Isle.
Jego zięciem był kompozytor Robert White (Whyte).

## Twórczość
Tworzył głównie muzykę religijną, zarówno w języku łacińskim, jak i do tekstów angielskich. Skomponował m.in. 4 msze (w tym mszę „Euge bone” oraz mszę opartą na świeckiej melodii Western Wind), części mszalne, 18 anthemów, a także ok. 30 utworów instrumentalnych. Ponadto był autorem The Actes of the Apostles (wyd. Londyn 1553), zbioru utworów na 4 głosy do tekstu opartego na 14 pierwszych rozdziałach Dziejów Apostolskich.